# François Laurent d'Arlandes

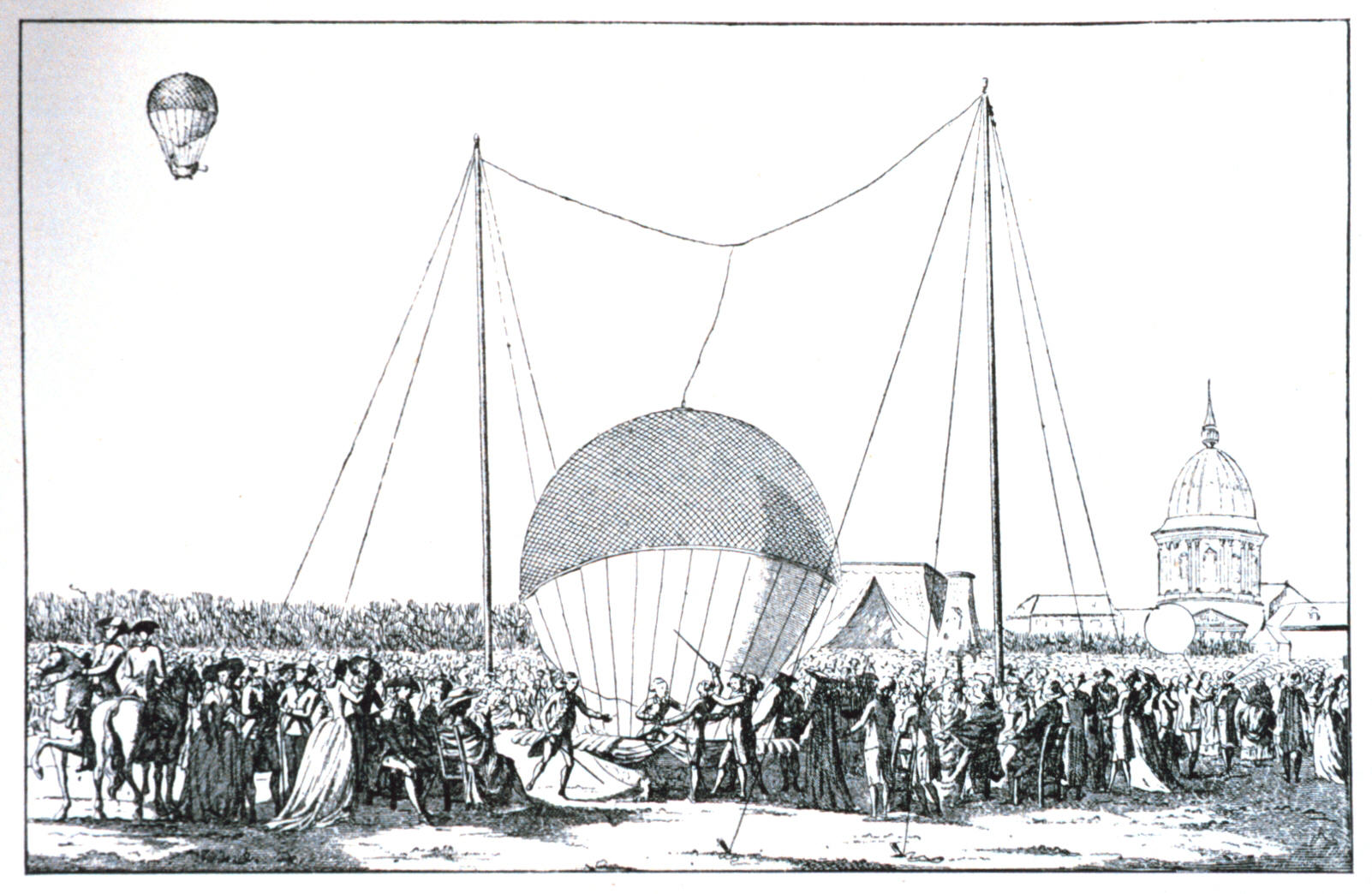
Primer ascenso de un globo tripulado, 15 de octubre de 1783. Alcanzó una altura de 25 metros, y fue ideado por el Marqués d'Arlandes y Pilâtre de Rozier.

François Laurent, marqués d'Arlandes, nació en 1742 y murió el 1 de mayo de 1809, es uno de los primeros aeronautas junto Jean-Francois Pilatre de Rozier al tripular el globo de los hermanos Montgolfier que se elevó el 21 de noviembre de 1783 en París, constituyendo el primer vuelo humano registrado por la historia.
Había conocido a Joseph Montgolfier en el colegio jesuita de Tournon. De joven había probado el paracaidismo saltando desde una torre. En 1782, casi muere al saltar desde un desnivel en Montmartre.
De carácter intrépido y conocedor de todo lo cuanto ocurre en París, se las arregla para ser aceptado como miembro de la tripulación que volará por primera vez en un globo. Al año siguiente concibió un proyecto para cruzar el Estrecho de Dover en globo, pero el intento no tuvo lugar.
Murió en la pobreza en 1809 en su castillo cerca de Saleton Anneyron.